# Natatolana rossi
Natatolana rossi là một loài chân đều trong họ Cirolanidae. Loài này được Miers miêu tả khoa học năm 1876.